# تشارلز إل. هنري
تشارلز إل. هنري (بالإنجليزية: Charles L. Henry)‏ هو محامي وسياسي أمريكي، ولد في 1 يوليو 1849 في الولايات المتحدة، وتوفي بنفس المكان في 2 مايو 1927. حزبياً، نشط في الحزب الجمهوري. انتخب عضو مجلس ولاية إنديانا وانتخب عضو مجلس النواب الأمريكي.